# Luik-Bastenaken-Luik 2018
De wielerwedstrijd Luik-Bastenaken-Luik werd in 2018 verreden op zondag 22 april. De wedstrijd maakte deel uit van de UCI World Tour 2018 en de UCI Women's World Tour 2018. Titelverdediger bij de mannen was Alejandro Valverde, bij de vrouwen was dat Anna van der Breggen. Van der Breggen wist haar titel te prolongeren. Bij de mannen won Bob Jungels.

## Mannen

### Deelnemers
Per team mochten zeven renners worden opgesteld, wat het totaal aantal deelnemers op 175 bracht.
| 18 UCI World Tour-ploegen | 18 UCI World Tour-ploegen | 18 UCI World Tour-ploegen | 7 wildcards                  |
| ------------------------- | ------------------------- | ------------------------- | ---------------------------- |
| AG2R La Mondiale          | EF Education First-Drapac | Mitchelton-Scott          | Aqua Blue Sport              |
| Astana                    | Groupama-FDJ              | Quick-Step Floors         | Cofidis                      |
| Bahrein-Merida            | Team Katjoesja Alpecin    | Team Sky                  | Direct Énergie               |
| BMC Racing Team           | LottoNL-Jumbo             | Sunweb                    | Team Fortuneo-Samsic         |
| BORA-hansgrohe            | Lotto Soudal              | Trek-Segafredo            | Sport Vlaanderen-Baloise     |
| Dimension Data            | Movistar                  | UAE Team Emirates         | WB-Aqua Protect-Veranclassic |
|                           |                           |                           | Wanty-Groupe Gobert          |
|                           |                           |                           |                              |

### Uitslag
| Plaats  | Naam               | Ploeg                  |          |
| ------- | ------------------ | ---------------------- | -------- |
| Winnaar | Bob Jungels        | Quick-Step Floors      | 6u24'44" |
| 2       | Michael Woods      | Education First-Drapac | + 37"    |
| 3       | Romain Bardet      | AG2R La Mondiale       | z.t.     |
| 4       | Julian Alaphilippe | Quick-Step Floors      | + 39"    |
| 5       | Domenico Pozzovivo | Bahrain-Merida         | z.t.     |
| 6       | Enrico Gasparotto  | Bahrain-Merida         | z.t.     |
| 7       | Davide Formolo     | BORA-hansgrohe         | z.t.     |
| 8       | Roman Kreuziger    | Mitchelton-Scott       | z.t.     |
| 9       | Sergio Henao       | Team Sky               | z.t.     |
| 10      | Jakob Fuglsang     | Astana Pro Team        | z.t.     |
| 11      | Jelle Vanendert    | Lotto Soudal           | + 45"    |
| 12      | Sam Oomen          | Team Sunweb            | + 48"    |
| 13      | Alejandro Valverde | Movistar Team          | + 53"    |
| 14      | Jack Haig          | Mitchelton-Scott       | + 1'06"  |
| 15      | Tom Dumoulin       | Team Sunweb            | + 1'24"  |
| 16      | Tim Wellens        | Lotto Soudal           | + 1'44"  |
| 17      | Jesús Herrada      | Cofidis                | + 2'08"  |
| 18      | Daniel Martin      | UAE Team Emirates      | + 2'41"  |
| 19      | Michael Valgren    | Astana Pro Team        | + 2'50"  |
| 20      | Dylan Teuns        | BMC Racing Team        | + 2'53"  |

## Vrouwen
De wedstrijd voor de vrouwen was aan zijn tweede editie toe.

### Parcours
Net als de eerste editie ging ook de tweede van start in Bastenaken over 135,5 km met dezelfde finale als de mannen over de Côte de la Redoute, Roche aux Faucons en Saint-Nicolas.
De vier geclasseerde beklimmingen:
- Côte de la Vecquée
- Côte de la Redoute
- Roche aux Faucons
- Saint-Nicolas

### Deelnemers
| UCI-teams          | UCI-teams                          | UCI-teams    |
| ------------------ | ---------------------------------- | ------------ |
| Alé Cipollini      | Doltcini-Van Eyck Sport            | Team Sunweb  |
| Astana             | Experza-Footlogix                  | Team Tibco   |
| BePink             | FDJ Nouvelle-Aquitaine Futuroscope | Trek-Drops   |
| Boels Dolmans      | Health Mate-Cyclelive              | Valcar PBM   |
| BTC City Ljubljana | Hitec Products                     | Team Virtu   |
| Canyon-SRAM        | Lotto Soudal Ladies                | Waowdeals    |
| Cervélo-Bigla      | Mitchelton-Scott                   | Wiggle High5 |
| Cylance            | Movistar Team                      |              |

### Koersverloop

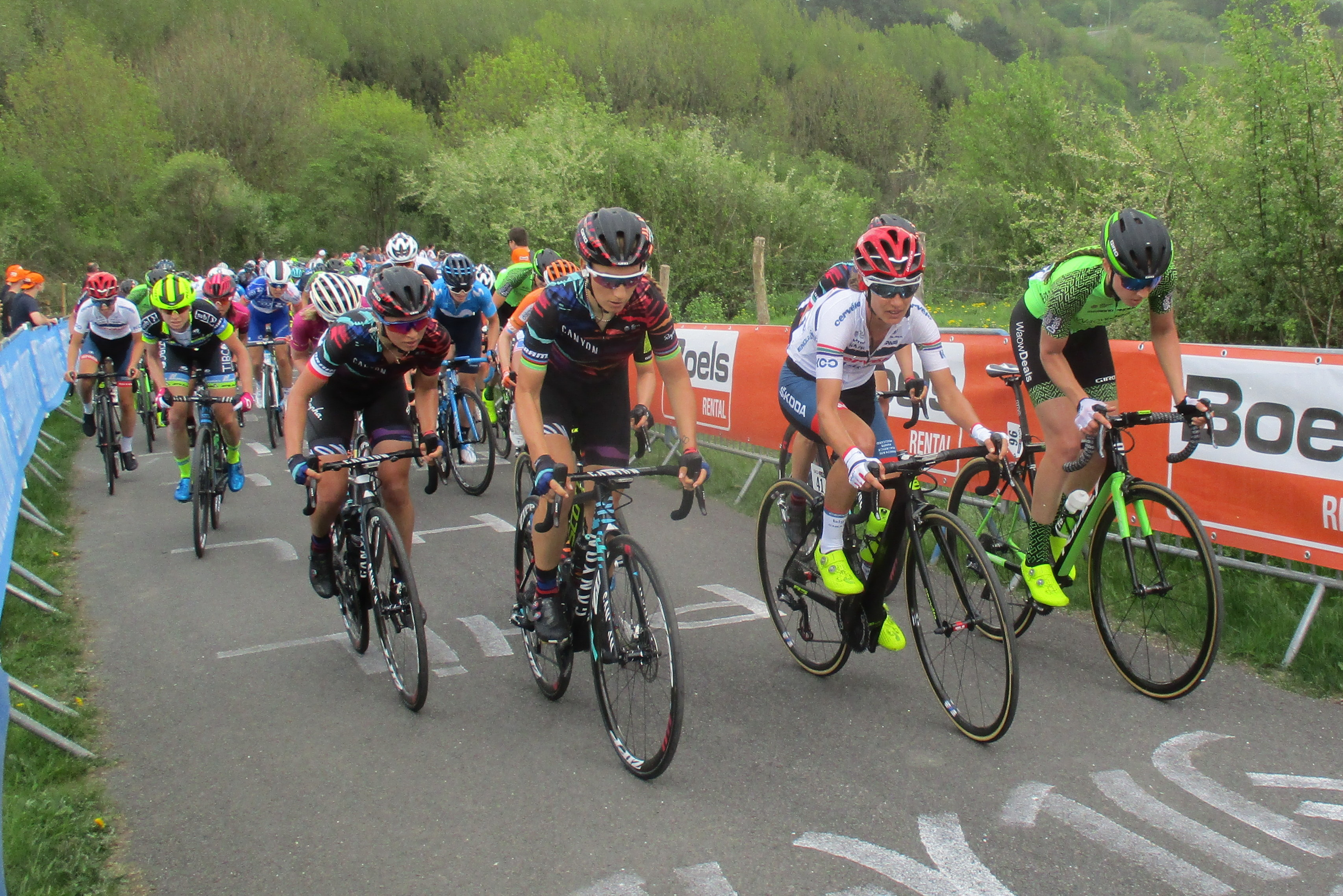
Peloton op de Côte de la Redoute.

Het begin van de wedstrijd werd gekleurd door aanvallen van Louise Norman Hansen, Maaike Boogaard, Rachel Neylan en Vita Heine. Zij werden ingerekend op de eerste officiële beklimming, de Côte de la Vecquée. Op de Côte de la Redoute demarreerde Pauline Ferrand-Prévot. In de afdaling kwam Marianne Vos ten val; zij brak hierbij haar sleutelbeen, maar zou de koers wel uitrijden. Op de Roche-aux-Faucons sprongen vier rensters naar de Française: Anna van der Breggen, Ashleigh Moolman-Pasio, Megan Guarnier en Annemiek van Vleuten, de top vier van de jongste Waalse Pijl. Zij lieten haar vervolgens achter en voor de top wisten nog zes achtervolgers aan te sluiten, onder wie Sabrina Stultiens, Katarzyna Niewiadoma en Amanda Spratt. Deze laatste sprong meteen weg en sloeg al snel een gat van 50 seconden. Van der Breggen en Moolman probeerden op de Saint-Nicolas de oversteek te maken en alleen Van der Breggen slaagde daarin. In de oplopende finishstraat in Ans liet de Olympisch kampioene de Australische achter zich en kwam, net als het jaar ervoor, solo over de streep.

### Uitslag
| Plaats  | Naam                   | Ploeg                              |          |
| ------- | ---------------------- | ---------------------------------- | -------- |
| Winnaar | Anna van der Breggen   | Boels Dolmans                      | 3u34'23" |
| 2       | Amanda Spratt          | Mitchelton-Scott                   | +6"      |
| 3       | Annemiek van Vleuten   | Mitchelton-Scott                   | +58"     |
| 4       | Ashleigh Moolman-Pasio | Cervélo-Bigla                      | +1'00"   |
| 5       | Ellen van Dijk         | Team Sunweb                        | +1'13"   |
| 6       | Sabrina Stultiens      | Waowdeals                          | z.t.     |
| 7       | Pauline Ferrand-Prévot | Canyon-SRAM                        | z.t.     |
| 8       | Megan Guarnier         | Boels Dolmans                      | z.t.     |
| 9       | Shara Gillow           | FDJ Nouvelle-Aquitaine Futuroscope | z.t.     |
| 10      | Rossella Ratto         | Cylance                            | z.t.     |
| 11      | Janneke Ensing         | Alé Cipollini                      | z.t.     |
| 12      | Dani Rowe              | Waowdeals                          | z.t.     |
| 13      | Erica Magnaldi         | BePink                             | z.t.     |
| 14      | Katarzyna Niewiadoma   | Canyon-SRAM                        | +1'29"   |
| 15      | Ruth Winder            | Team Sunweb                        | +1'33"   |
| 16      | Alena Amjaljoesik      | Canyon-SRAM                        | +1'34"   |
| 17      | Alison Jackson         | Team Tibco                         | +1'38"   |
| 18      | Eugenia Bujak          | BTC City Ljubljana                 | +1'46"   |
| 19      | Lucinda Brand          | Team Sunweb                        | +2'23"   |
| 20      | Sofie De Vuyst         | Doltcini-Van Eyck Sport            | +2'34"   |